# Paraserixia flava
Paraserixia flava là một loài bọ cánh cứng trong họ Cerambycidae.